# Persere
Persere eller persiske folk er den del af det iranske folk, som taler moderne persisk og andre, nært beslægtede, iranske dialekter og sprog. De persisktalende folks oprindelse kan spores til de gamle iranske folk, som var en del af den indoiranske sproggruppe, der selv var en del af den større, indoeuropæiske sproggruppe. Den synonyme brug af iransk og persisk er foregået i århundreder. Disse betegnelser har været anvendt både synonymt og komplementært siden oldtiden, dvs. om flere gamle iranske folk såsom perserne, mederne, baktrierne, partherne og avestafolkene, der betragtede sig som en del af den større, iranske gruppe. Over for dette står den moderne sprogforskning, der bruger "iransk" som det bredere begreb, der omfatter både persisk og de beslægtede iranske sprog og etniske grupper. 
Persien bliver på engelsk kaldt ”The Cradle of Civilization” (dansk; civilisationens vugge), fordi mange tings oprindelse er fra Persien, ikke kun objekter eller genstande, men også den sproglige udvikling har Persien bidraget med. Den Persiske matematiker Al-Khwarizimi var blandt andet manden, som startede med bogstavregningen (Algebra). Udvalgte ting, som har oprindelse i Persien: - Det første sted, geden blev malket, var i Persien (10.000 f.Kr.) - Verdens første Terninger blev fundet i Persien (3.000 f.Kr.) - Verdens første Guitar, som på persisk bliver kaldt ’Tar’, er udgravet fra Persien (4.000 år f.Kr.) - Verdens første Flag, fundet i Iran (3.000 f.Kr.) - Verdens ældste Backgammon spil (2.500 f.Kr.) - Første gang man begyndte på at fejre dagen, hvorpå man blev født (3.000 f.Kr.) - Første sted i verden, hvor man fejrede et nytår; man fejrede forår, hvor naturen genopstod (5.000 f.Kr.) - Persien var det første sted, hvor man faktisk troede på, at tallet 13 bragte uheld (5.000 f.Kr.) - Pokers oprindelse er også Persien, det blev kaldt ’Aas’ (3.000 f.Kr.) - Persien var også stedet, hvor kongerne begyndte at bruge den specielle hovedbeklædning ”Kronen” (512 f.Kr.)

## Film
Iranske film har trivedes i det moderne Iran, og mange iranske instruktører har fået verdensomspændende anerkendelse for deres arbejde. Iranske film har vundet over 300 priser under filmuddelinger i de sidste femogtyve år. Et af de mest kendte instruktører er Abbas Kiarostami. Medierne i Iran er en blanding af private og statsejede, men bøger og film skal være godkendt af Ministeriet for Kultur og Islamisk Vejledning før de frigives til offentligheden. Internettet er blevet enormt populære blandt den iranske ungdom. Iran er nu verdens fjerde største land af bloggere.

## Musik
Den væsentligste bestanddel af den iranske musik er den persiske tonekunst, men landets musikliv omfatter mange andre stilarter og genrer. De tidligste sikre kilder til persisk musik stammer fra begyndelsen af 200-t. Med arabernes erobring af Iran i 600-t. blev den persiske musik, der var meget populær blandt lærde arabere, spredt over store dele af den arabiske verden. Blandt den tids store musikteoretikere fandtes mange persere, om end de kendes under arabiske navne, som de var tvunget til at bære. Typisk for persisk musik er skalaen, i hvilken oktaven deles i ca. 22 trin (mod vores 12), tonaliteten med de 12 modi (dastgah), den improviserede stil, hvori det solistiske element er fremherskende, og ikke mindst måden, hvorpå melodien ofte sløres af nærmest spindelvævsagtige ornamenteringer, herunder den teknisk meget krævende sangstil tahrir.
Siden 1500-t. har kunstmusikken haft trange kår under det shiamuslimske styres negative holdning til musik. Der blev ikke skrevet musikteoretiske værker, og musikudøvelse blev betragtet som et privat anliggende, hvorfor den ikke fik den fornødne støtte til at udvikle sig. Fra slutningen af 1800-t. indtil shahens fald i 1979 steg interessen for vestlig musik, og der blev givet begrænset statsstøtte til traditionelle genrer. Samtidig skete en vis udvikling inden for populærmusikken med en blanding af vestlige, arabiske og persiske elementer

## Kunst og arkitektur
Iran er hjem for et af de rigeste kunstneriske traditioner i verdenshistorien og omfatter mange forskellige fag, herunder arkitektur, maleri, vævning, keramik, kalligrafi, metalbearbejdning og sten murværk. Tæppevævning er en af de mest skelnes manifestationer af persisk kultur og kunst, og går tilbage til det gamle Persien. Persere var blandt de første til at bruge matematik, geometri og astronomi i arkitektur og har også ekstraordinære færdigheder i at udfærdige massive kupler som ses hyppigt i strukturen i basarer og moskeer. Hovedbygningen typer af klassisk iransk arkitektur er moskéen og slottet. Iran, ud over at være hjemsted for et stort antal af kunst huse og gallerier, som også ejer en af de største og værdifulde juvel samlinger i verden. Naqshe Jahan kvadrat i Isfahan er indbegrebet af 16. århundrede iranske arkitektur.
Iran rangerer syvende blandt de lande i verden med den mest arkæologiske arkitektoniske ruiner og seværdigheder fra oldtiden, som er anerkendt af UNESCO. Femten af UNESCO 's World Heritage Sites er kreationer af iranske arkitektur og mausoleum af Maussollos blev identificeret som en af de syv vidundere i den antikke verden.

## Historie
Perserne menes at være efterkommere af den Ariske stamme, der begyndte at migrere fra Centralasien i hvad der nu er Iran i det andet årtusinde f.Kr Det Persiske sprog og andre Iranske sprog dukket op som disse Ariske stammer splittet op i to store grupper , Perserne og Mederne, Perserne giftede sig med folk indfødte til den Iranske plateau såsom Elamiterne. Den første omtale af Perserne daterer sig til det 9. århundrede f.Kr., når de optræder som Parsu i assyriske kilder, som et folk der bor på den sydøstlige kyst af Urmiasøen.
De gamle persere fra provinsen Pars blev ledere af et stort imperium under Achaemenidiske dynastiet i det 6. århundrede f.Kr., genforeningen med stammerne og andre provinser i det gamle Iranske plateau, danner det Persiske imperium. Gennem århundreder Persien blev regeret af forskellige dynastier, og nogle af dem var etniske Iranere herunder Achaemeniderne, Partherne, Sassaniderne, Buwayhiderne og Samaniderne, og nogle af dem var ikke, såsom Seleukiderne, Ummayyaderne, Abbasiderne, og de Tyrkiske Seljukker.

## Sprog
Persisk, Farsi, det eneste iranske sprog, der er skriftligt dokumenteret i både old-, middel- og nyiransk. Nypersisk, der tales af ca. 61 mio. (2006), er officielt sprog under navnet Farsi i Iran.
Oldpersisk (ca. 550-ca. 300 f.Kr.) er overleveret gennem de achaimenidiske klippeindskrifter fra 500-300-t. f.Kr. og skrevet med alfabetisk kileskrift med blot få ideogrammer.
Middelpersisk (ca. 300 f.Kr.-900-t. e.Kr.) er skrevet med en variant af det aramæiske alfabet og indeholder ofte ideogrammer. Der skelnes mellem tre sprogformer, "indskriftmiddelpersisk", pahlavi og manikæisk middelpersisk. Det kendes fra især religiøse værker som de zarathustriske skrifter Denkart (Troens værk), Bundahishn (Den første skabelse) og Shkandgumanik vitshar (Den tvivlsønderdelende forklaring), men også fra en række profane værker som Drakht asurik ut buz (Det babyloniske træ og gedebukken) og Tshatrangnamak (Bogen om skakspillet).
Nypersisk (fra 900-t.), skrives med arabisk skrift tilføjet fire ekstrategn. 

## Kultur
Kultur i Iran er en blanding af gammel præ-islamisk kultur og islamisk kultur. Iranske kultur formentlig opstod i Centralasien og Andronovo kultur er stærkt foreslået som forgængeren for iranske kultur ca. 2000 f.Kr.
Iranske kultur har længe været et fremherskende kultur i Mellemøsten og Centralasien, med persisk betragtes sproget for intellektuelle i det meste af det 2. årtusinde, og det sprog, religion og befolkningen inden denne. Den Sassanid æra var en vigtig og indflydelsesrig historisk periode i Iran som iranske kultur påvirket Kina, Indien og romerske civilisation betydeligt, og så påvirket så vidt vestlige Europa og Afrika. Denne indflydelse spillet en fremtrædende rolle i dannelsen af både asiatiske og europæiske middelalderlige kunst. Denne indflydelse overføres til den islamiske verden. Meget af, hvad der senere blev kendt som islamisk læring, såsom filologi, litteratur, retslære, filosofi, medicin, arkitektur og videnskab var baseret på nogle af de praktiserer taget fra Sassanid persere til den bredere muslimske verden.
Efter Islamiseringen er Irans islamiske ritualer trængt ind i den iranske kultur. Dagligt liv i det moderne Iran er tæt sammenknyttet med shiamuslimske Islam og landets kunst, litteratur og arkitektur er en altid tilstedeværende påmindelse om sin dybe national tradition og i en bredere litterær kultur. Det iranske nytår (Nowruz) er en gammel tradition, der fejres den 21. marts for at markere begyndelsen af foråret i Iran. Det nytåret bliver også fejret i Aserbajdsjan, Usbekistan, Turkmenistan, Kasakhstan og tidligere også i Georgien og Armenien ligesom det fejres af mange Kurdere, der lever i Irak og Tyrkiet. Nowruz optaget på UNESCOs verdensarvsliste over immateriel kulturarv i 2004.